# 豊中市立箕輪小学校
豊中市立箕輪小学校（とよなかしりつ みのわしょうがっこう）は、大阪府豊中市箕輪一丁目にある公立小学校。
従来の豊中市立克明小学校および豊中市立蛍池小学校の校区の一部を分離再編し、1975年に新設開校した。

## 沿革
- 1975年（昭和50年）
  - 4月1日 - 克明小学校・蛍池小学校から分離し、豊中市立箕輪小学校として開校。
  - 5月11日 - この日を創立記念日と定める。
- 1976年（昭和51年）8月 - 箕輪公民分館開設。
- 1977年（昭和52年）
  - 3月 - 第1回卒業式挙行。
  - 4月 - 創立記念碑が完成し、校門正面に設置。
- 1979年（昭和54年）11月 - 5周年を記念し、人文字で校章の航空写真撮影。
- 1980年（昭和55年）
  - 3月 - 『空・花・風』の記念碑が完成。タイムカプセルに児童作品収納。
  - 12月 - アスレチック完成。
- 1981年（昭和56年）6月 - 第1回みのわカーニバルが開催。
- 1982年（昭和57年）5月 - 学校に地域社会室設置。
- 1984年（昭和59年）11月 - 『10周年を祝う会』開催。『はばたけみのわっ子像』除幕。記念航空写真撮影。
- 1988年（昭和60年）6月 - 第2運動場完成。
- 1988年（昭和63年）7月 -  『アクアユートピア』実施。『第1回雪まつり』実施。『箕輪地区千里川に親しむ会』結成。
- 1989年（平成元年）9月 - 創立15周年記念大時計購入。記念航空写真撮影。
- 1993年（平成5年）2月 - 運動場東側拡張。築山『空・花・風』改修。
- 1994年（平成6年）
  - 9月7日 - 大阪国際空港周辺数キロの範囲で局地的に発生した集中豪雨（いわゆる伊丹豪雨）により、校舎が床上浸水（1階床上10cm）の被害を受ける。
  - 11月 - 創立20周年記念事業『翔べみのわっ子』記念祝典。共同制作壁画作成。記念航空写真撮影。
- 1996年（平成8年）
  - 1月 - 一輪車置き場と練習場完成。
  - 7月 - 堺市の学校給食O157食中毒事件（堺市学童集団下痢症）の影響で、当校でも学校給食を一時中止。
- 1997年（平成9年）
  - 7月 - 『みのわカーニバル』と『アクアユートピア』が共催。
  - 9月 - 『イングリッシュ庭園』が完成。
- 2000年（平成12年）
  - 2月 - モンキーブリッジの修理が完了。
  - 9月 - コンピュータールーム設置。
- 2001年（平成13年）
  - 5月 - 運動場拡張工事完成。
  - 11月 - 運動場拡張記念植樹。
- 2002年（平成14年）
  - 3月 - 第2運動場を豊中市に移管。
  - 8月 - 校舎東側外壁の改装工事。
  - 9月 - 夜間・休日の機械警備の実施。昼間警備員を配置。
- 2003年（平成15年）
  - 2月 - ホームページ開設。
  - 5月 - 図書館整備。
- 2004年（平成16年）
  - 6月 - 30周年記念航空写真撮影。
  - 7月 - みのわっ子ランドがスタート。
  - 10月 - 創立30周年記念式典挙行。
- 2005年（平成17年）2月 - 『雪まつり』（かまくらづくり）実施。
- 2006年（平成18年）9月 - 学校連絡メールの開始。

### この節の出典
- 沿革 - 箕輪小学校（学校ホームページ内）

## 通学区域
- 豊中市 立花町3丁目、玉井町3丁目-4丁目、走井1丁目-3丁目、箕輪1丁目-3丁目、山ノ上町[1]。

卒業生は基本的に豊中市立第五中学校に進学する。

## 交通
- 阪急バス「81」・「82」の各系統で、「走井」バス停下車。
- 阪急宝塚線豊中駅からは、
  - 南口2出口から徒歩約1.1km・約16分（最短ルート移動した場合）。
  - 駅前の阪急豊中駅バス停から上述の阪急バスで6分、「走井」バス停下車。